# 淄博市体育中心体育场
淄博市体育中心体育场，是位于淄博市的体育场，体育场兴建于2006年，可容纳45000名观众。该体育场是2009年第十一届全运会分赛场和2010年第22届山东省运会主会场。

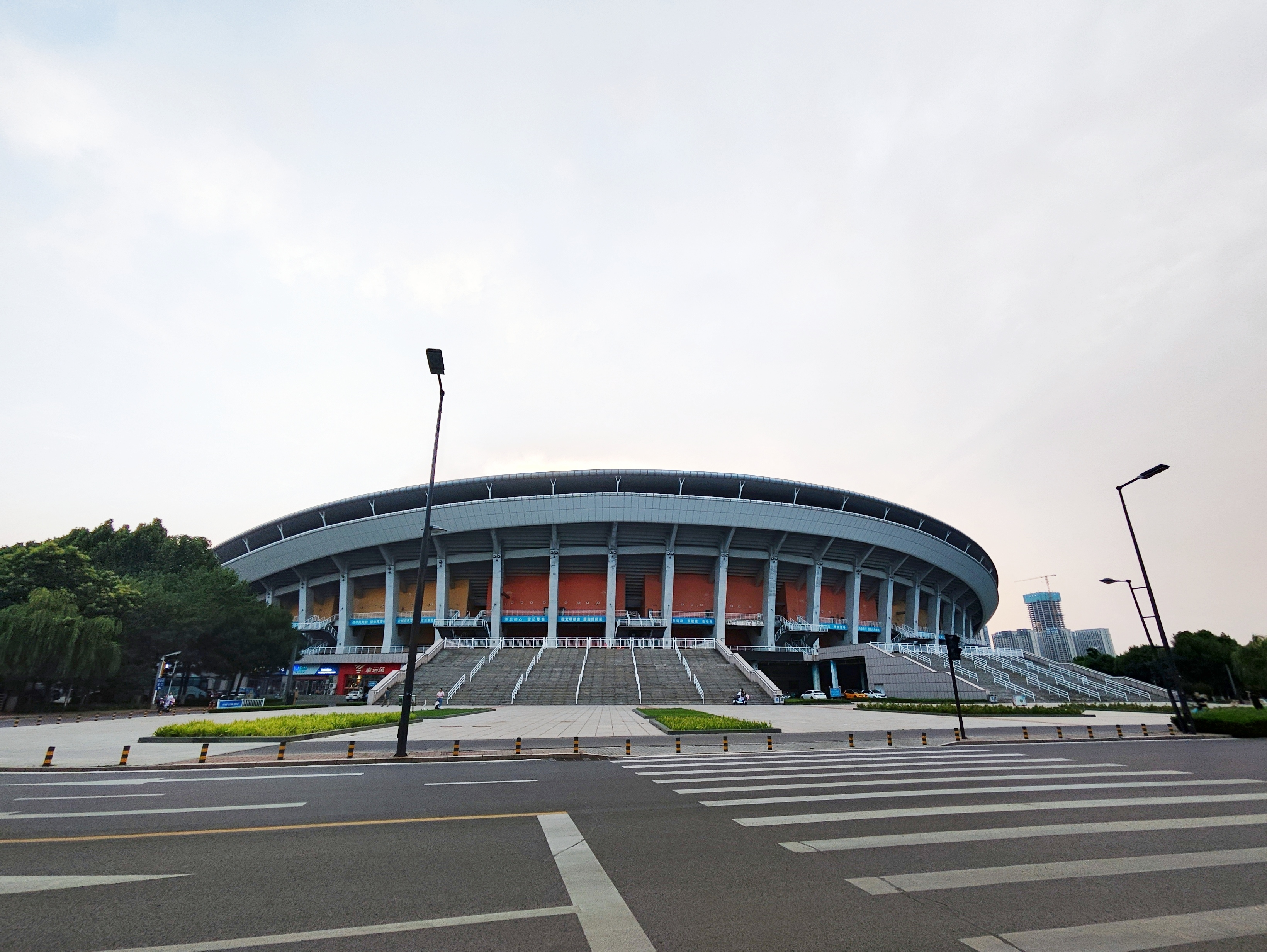